# Mainzer Festungsbahn
| Brigadelok mit einem gemischten Personen- und Güterzug |                |                                      |                           |
| Die drei Feldbahnen mit einer Gesamtlänge von 46,2 km: Linie I: Wackernheim – Finthen (rot, 1000 mm) Ringlinie: Rabenkopf – Marienborn – Kesseltal (blau, 600 mm) Linie II: Weisenau – Fort Muhl – Zornheim (grün, 600 mm) |                |                                      |                           |
| Streckenlänge: | 46,2 km        |                                      |                           |
| Spurweite: | 600 mm 1000 mm |                                      |                           |
| |                |                                      |                           |
| \| \| \| Rot: 600 mm, blau: 1000 mm Spurweite \| \| \| \| \| Finthen \| \| \| \| \| Fort Weisenau \| \| \| \| \| Rabenkopf \| \| \| \| \| Umladebahnhof Wackernheim[1] \| \| \| \| \| Marienborn \| \| \| \| \| Kesseltal \| \| \| \| \| \| \| \| \| \| \| \| \| \| \| \| \| \| \| \| Fort Muhl \| \| \| \| \| Zornheim \| \| |                |                                      |                           |
| |                | Rot: 600 mm, blau: 1000 mm Spurweite |                           |
| U-Bahn-Kopfbahnhof Streckenanfang (Strecke außer Betrieb) |                | Finthen                              | Finthen                   |
| U-Bahn-Strecke (außer Betrieb) · Betriebs-/Güterbahnhof Streckenanfang (Strecke außer Betrieb) |                | Fort Weisenau                        | Fort Weisenau             |
| Betriebs-/Güterbahnhof Streckenanfang (Strecke außer Betrieb) · U-Bahn-Strecke (außer Betrieb) · Strecke (außer Betrieb) |                | Rabenkopf                            | Rabenkopf                 |
| Abzweig geradeaus und von links (Strecke außer Betrieb) · Betriebs-/Güterbahnhof Streckenende und quer (Strecke außer Betrieb) · U-Bahn-Kopfbahnhof Streckenende (Strecke außer Betrieb) · Strecke (außer Betrieb) |                | Umladebahnhof Wackernheim            | Umladebahnhof Wackernheim |
| Abzweig geradeaus und von links (Strecke außer Betrieb) · Betriebs-/Güterbahnhof Streckenende und quer (Strecke außer Betrieb) · Strecke (außer Betrieb) |                | Marienborn                           | Marienborn                |
| Strecke (außer Betrieb) · Dienststation / Betriebs- oder Güterbahnhof (Strecke außer Betrieb) |                | Kesseltal                            | Kesseltal                 |
| Strecke (außer Betrieb) · Strecke von links (außer Betrieb) · Abzweig geradeaus und nach rechts (Strecke außer Betrieb) |                |                                      |                           |
| Strecke nach links (außer Betrieb) · Strecke quer (außer Betrieb) · Abzweig nach rechts und von rechts (Strecke außer Betrieb) · Strecke (außer Betrieb) |                |                                      |                           |
| Strecke nach links (außer Betrieb) · Abzweig geradeaus und von rechts (Strecke außer Betrieb) |                |                                      |                           |
| Dienststation / Betriebs- oder Güterbahnhof (Strecke außer Betrieb) |                | Fort Muhl                            | Fort Muhl                 |
| Betriebs-/Güterbahnhof Streckenende (Strecke außer Betrieb) |                | Zornheim                             | Zornheim                  |

Das Netzwerk der Mainzer Festungsbahn (auch Armierungsbahn, umgangssprachlich Preußebähnche) bestand aus einer 40 km langen Schmalspurbahn mit 600 mm Spurweite und einer 6,2 km langen Meterspurbahn bei Mainz.

## Geschichte
Die Festungsbahn wurde am Straßenrand einer neu gebauten Militärstraße verlegt. Am 27. März 1908 veröffentlichte die Fortifikation Mainz ihren Plan, eine Straße von „der zu erbauenden Ringstraße am Franzosendell bis nach dem Kesseltal“ zu bauen und gab folgende Baubeschreibung: „Die Straße erhält … eine Gesamtbreite einschließlich der Seitengräben von 8,50 m. Diese verteilen sich auf eine 3,50 m breite Steinbahn, ein 2,50 m breites Banket, auf welchem das Gleis für eine Feldbahn von 0,60 m Spurweite verlegt wird, ein 0,50 m breites Materialbankett und beiderseitige Gräben von je etwa 1,0 m Breite. Bei sämtlichen dammartigen Schüttungen kommen die Seitengräben in fortfall.“
Der Major und Ingenieuroffizier vom Platz Quassowski erstellte Grundrisse und Querschnittszeichnungen im Maßstab 1:1000, auf deren Verlauf der Militärbahn endgültig festgelegt wurde: Die Feldbahn verlief ab Hechtsheim entlang der Ostseite der Ringstraße (Militärringstraße), bog dann im rechten Winkel in die Militärstraße ab und folgte dieser nach Westen bis zu einer Gabelung am Grasweg nördlich von Ebersheim: Eine Bahnstrecke verlief nach Süden Richtung Ebersheim und Zornheim und die andere über Franzosendell, Hechtsheimer Berg, Ober-Olmer Wald und Wackernheim zum Rabenkopf.
Mit der Festungsbahn wurden die Baustoffe für die Armierungsbauten, Munition und Verpflegung transportiert. Im Kriegsfall sollte sie auch dem Truppen- und Verwundetentransport dienen. In der Nachkriegszeit wurde die Feldbahn abgebaut. Die Meterspurbahn von Wackernheim nach Finthen blieb aber noch bis 1927 in Betrieb. An Markttagen fuhren die Bauersfrauen aus den Selztaldörfern damit zum Markt nach Mainz.

## Lokomotiven
Auf den Feldbahnstrecken wurden folgende Lokomotiven eingesetzt, die jeweils ein für den Betrieb in Mainz erforderliches Dampfläutewerk hatten, das auf vielen Fotos gut zu erkennen ist:
- D n2t-Brigadelokomotiven HFB1 bis HFB8. Hartmann 3406/1910 bis 3413/1910 (HFB 7 ging später an die Wasgauwaldbahn)
- D n2t, Nr. 3II, Hartmann 3672/1913
- B n2t, Hanomag 6547/1913
- B n2t, Hanomag 6613/1914
- B n2t, Hanomag 6758/1914 (1921 an Heinrich Caspersen, Neumünster)
- B n2t, Hanomag 6759 und 7271/1914
- B n2t, Hanomag 7298/1914 bis 7301/1914
- B n2t, O&K 6395/1914 (später an Beton- und Monierbau)
- B n2t, O&K 6986/1914
- B1’ n2t, Borsig 8229/1914 (1921 an Oving, Rotterdam)
- D n2t, Borsig 9019/1914 (1937 an Mecklenburg-Pommersche Schmalspurbahnen, Nr. 26)
- D n2t, Hartmann 3451